# Anabasis (hoorspel)
Anabasis is een hoorspel van Wolfgang Weyrauch. Anabasis werd op 31 maart 1959 door de Bayerischer Rundfunk uitgezonden. Kees Walraven vertaalde het en de AVRO zond het uit op donderdag 30 januari 1969. De regisseur was Dick van Putten. Het hoorspel duurde 69 minuten.

## Rolbezetting
- Tom van Beek (Xenophon)
- Robert Sobels (de hoofdman)
- Huib Orizand (de schoenmaker)
- Bert van der Linden, Cees van Ooyen, Jan Borkus, Paul van der Lek, Joop van der Donk, Harry Bronk & Hans Veerman (de soldaten)

## Inhoud
Weyrauch had Anabasis, vrij naar de tekst van Xenophon (ca. 430 - ca.354 v.C.), reeds in 1932 samen met Ernst Gläser als hoorspel geschreven. In het middelpunt van dit werk stond de massa als held. In de in 1959 geconcipieerde tweede versie van Anabasis staat een enkeling in het middelpunt van het gebeuren: de Griekse schrijver Xenophon.
400 jaar voor Christus geraakte een leger van tienduizend Griekse soldaten in een bijna uitzichtloze situatie. Het was naar Perzië getrokken, om aan de zijde van de Perzische kroonprins Cyrus in de strijd met Artaxerxes in te grijpen. In de beslissende slag valt de leider Cyrus, en daarmee lijkt het lot van het leger bezegeld: het staat alleen, tweeduizend kilometer van het vaderland verwijderd, midden in Klein-Azië. In deze situatie nemen de soldaten echter het reddende besluit niet een officier als leider te kiezen, maar een burger, de schrijver Xenophon. Die huldigt het principe van de geweldloosheid en wil op die manier de uitgeputte soldaten naar huis leiden: »Soldaten, het is dapperder, geen oorlog te voeren, dan oorlog te voeren.« Met zijn instelling geraakt Xenophon evenwel in conflict met de hoofdman, die de vijandelijke troepen wil verslaan, en daarom gaan de twee een weddenschap aan: mocht een verkenningspatrouille binnen drie nachten de reddende zee vinden, dan zal de hoofdman sterven; slaagt de zoektocht echter niet, dan is Xenophon bereid, zich te laten stenigen. Wat zal er nu zegevieren in deze kritische situatie, het geweld of het verstand?